# سوريا الكبرى

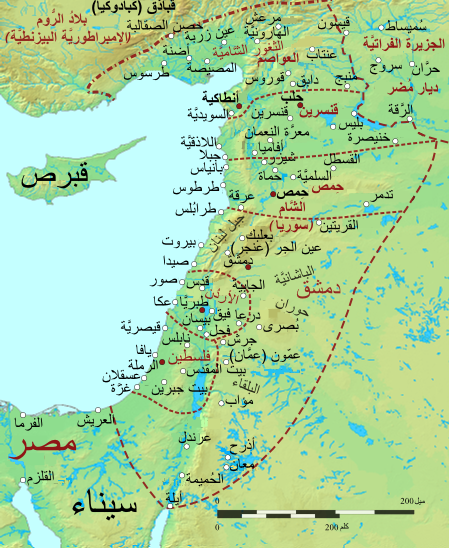
بلاد الشام في القرن السابع

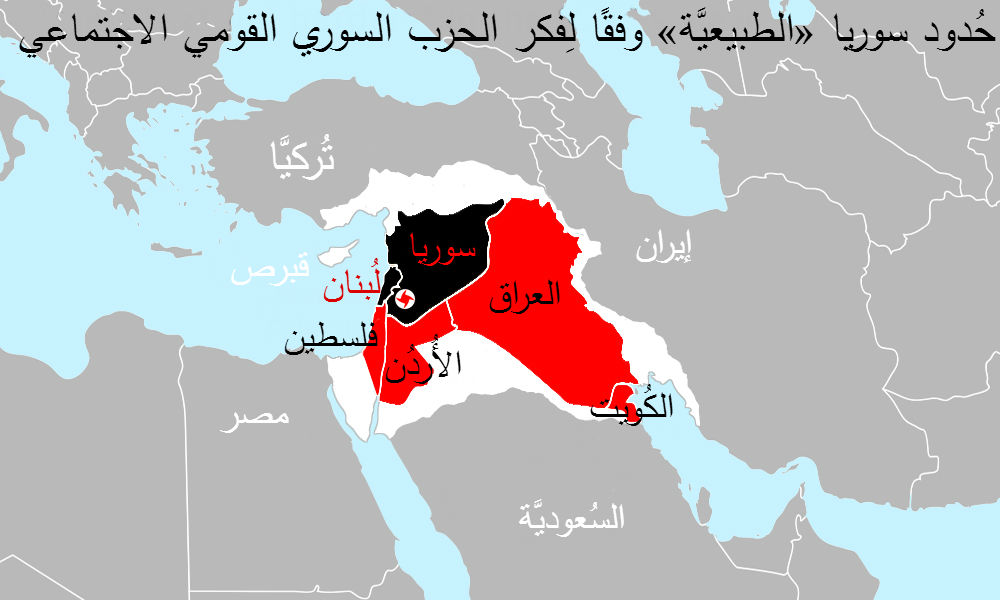
خارطة سوريا الطبيعية في أدبيات الحزب السوري القومي الاجتماعي

سوريا الطبيعية أو سوريا الكبرى  (باللاتينية: Syria Salutari) مصطلح معروف أيضاً في السياق التاريخي بلاد الشام، أو سوريا كما عُرف في العصر الحديث حتى بداية القرن العشرين، أو الأقطار السورية أو الاتحاد السوري، يدل على الوحدة التاريخية في ما يعرف حاليًا بمنطقة المشرق العربي الواقعة بين البحر الأبيض المتوسط والخليج العربي والبحر الأحمر، وتشمل الأراضي التي شكلت المملكة العربية السورية وهي حالياً الأقطار التالية: سوريا والأردن ولبنان وفلسطين، بالإضافة إلى العراق والكويت وجزيرة قبرص. تشمل سوريا الكبرى أيضاً أجزاءً ضُمّت إلى دول مجاورة مثل لواء اسكندرون (حالياً محافظة هاتاي في تركيا) والأقاليم السورية الشمالية التي ضُمّت إلى تركيا بعد معاهدة لوزان والأحواز في إيران وشبه جزيرة سيناء في مصر، وجزء من صحراء النفوذ في شمال السعودية. المنطقة معروفة أيضاً باسم الهلال الخصيب.

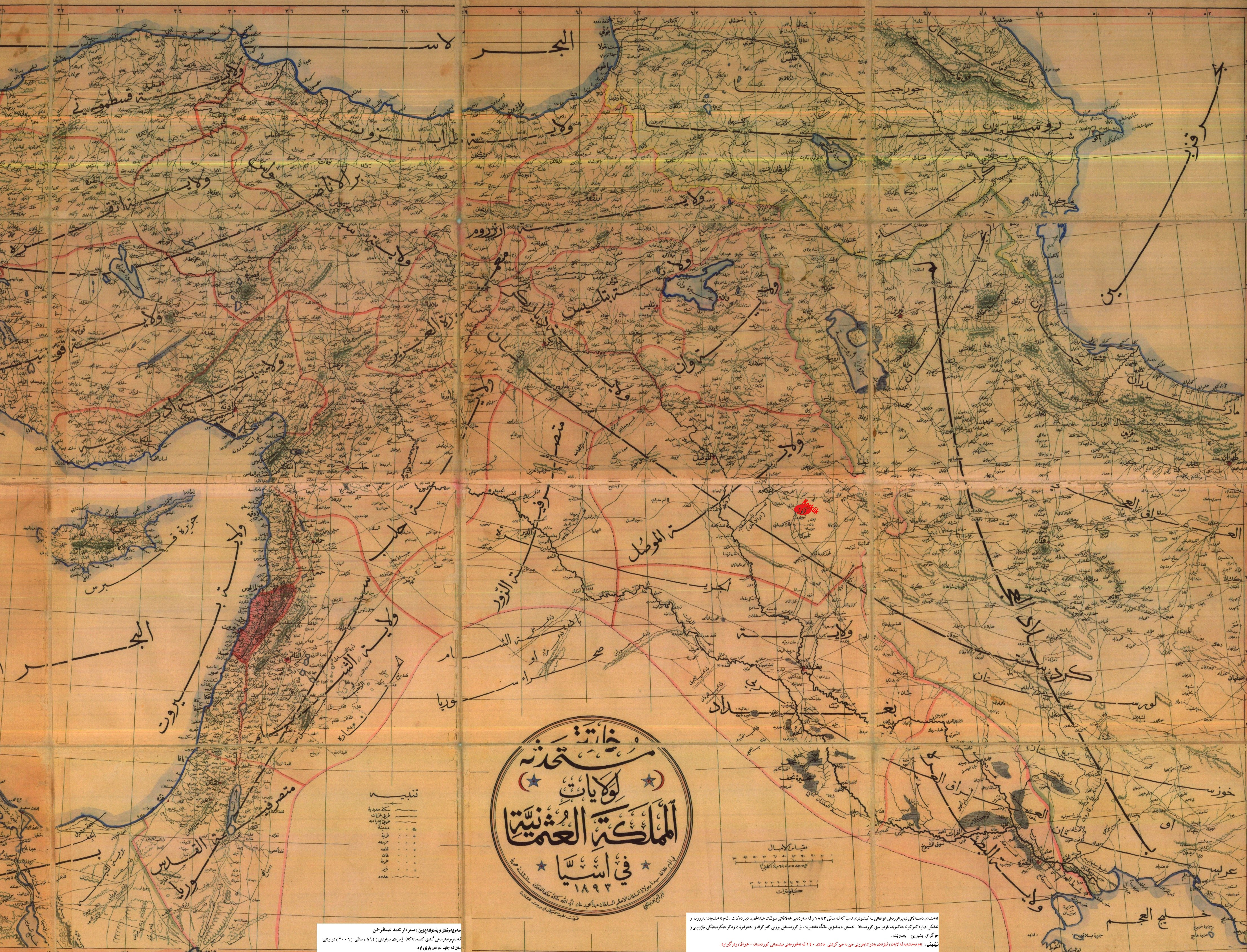
التقسيم الإداري لسوريا في أواخر الحكم العثماني

خارطة تظهر حدود سوريا عند إعلان المملكة العربية السورية في عهد فيصل

تضمّنت المراسلات الفرنسية البريطانية التي أدّت إلى اتفاقية سايكس-بيكو إشارة واضحة إلى حدود سوريا، وفي النص التالي تعليمات من الرئيس الفرنسي بريان إلى سفيره في لندن بول كامبون والمفاوض الفرنسي فرانسوا جورج بيكو الخارجية الفرنسية تشير إليها في 9 تشرين الأول 1915 على النحو التالي:

خريطة سوريا في عام 1794

## سوريا الطبيعية والحزب السوري القومي الاجتماعي
يعتقد الحزب السوري القومي الاجتماعي بوحدة سوريا الطبيعية، وتعتبر عقيدة الحزب أن الأرض السورية تضم قيليقية والشام وسيناء وقبرص والعراق والأحواز والكويت وتمتد جنوبًا في بادية الشام إلى تبوك وتيماء والجوف. والقوميون السوريون يعتبرون الهلال الخصيب بمثابة وحدة جغرافية متماسكة ووحدة بشرية مصهورة من الشعب السوري الواحد، منها العرب وهم يحملون سمات مشتركة موحدة للشخصية السورية.
تعد الأرض السورية مهد حضارة البشرية التي تعود للألف العاشرة قبل ميلاد، وتوالت على أرض سوريا حضارات السومريين والكنعانيين /الفينقيين والآشوريين والكلدانيين والسريان (الآراميين) والميديين والحثيين والبابليين والأنباط والعديد من الحضارات القديمة كما عرفت عصورا مزدهرة إغريقية ورومانية وفي العقيدة السورية الاجتماعية التي وضعها مؤسس في الحزب السوري القومي الاجتماعي، أنطوان سعادة،.
تعتبر سوريا الطبيعية البيئة الجغرافية التي تطوّرت فيها الأمة السورية. وأشار إلى ما اعتبرها منطقة متميزة ذات حدود طبيعية، ووصفها بأنها تمتد من طوروس في الشمال الغربي وجبال زاغروس في الشمال الشرقي إلى قناة السويس والبحر الأحمر في الجنوب وتشمل شبه جزيرة سيناء وخليج العقبة، ومن البحر الأبيض المتوسط أو البحر السوري في الغرب بما فيها جزيرة قبرص، إلى قوس الصحراء العربية التي تصل إلى تبوك والجوف والخليج العربي والذي يشمل حتى الأجزاء الجنوبية من العراق والكويت في الشرق.
لا يرى القوميون السوريون أنفسهم على مع العروبة، بل يرونها مشروع سوري ضمن فضاء العروبة الأوسع، معتبرين أن أبهى عصور سوريا كانت عندما احتضنت مركز الخلافة الراشدة الرابعة والأخيرة في الكوفة، ثم الخلافة الأموية في دمشق، فالعباسية في الأنبار وبغداد. و تضم سوريا أقدم عاصمة مأهولة في العالم وهي دمشق كما تضم أكثر الأراضي خصوبة في العالم وهي الأهوار جنوب العراق وتمتاز بغناها بالنفط والغاز والمعادن والثروة الحيوانية والمياه.

## سلخ الأقاليم السورية الشمالية
الأقاليم السورية الشمالية هي مناطق من شمال سوريا ضُمّت إلى تركيا بموجب معاهدة لوزان عام 1923 بين تركيا من جهة وبريطانيا وفرنسا من جهة أخرى بسبب قوة الدولة التركية في تلك الآونة. جاءت المعاهدة الجديدة كتعديل لمعاهدة سيفر عام 1920 التي أعقبت للحرب العالمية الأولى والتي رسمت حدود تركيا مع جيرانها واشتملت على خفض كبير لمساحة تركيا مقارنة بأراضي الدولة العثمانية. تضم هذه المناطق من الغرب إلى الشرق مدن ومناطق مرسين وطرسوس وقيليقية وأضنة وعنتاب وكلس ومرعش وأورفة وحران وديار بكر وماردين ونصيبين وجزيرة ابن عمر،ولكن سوريا الكبرى حسب اعتقاد مؤسس الحزب القومي السوري (انطوان سعادة) تشمل تلك المناطق بالإضافة إلى جزيرة قبرص.

## فصل لبنان عن سوريا
دخل الفرنسيون سوريا بُعد الحرب العالمية الأولى وقاموا بفصل الساحل الطبيعي لدمشق (بيروت) وألحقوها بمتصرفية جبل لبنان مما أدّى إلى تقلّص المجال السوري. جوبهت هذه الخطوة بالرفض الإسلامي لأنها جعلت من المسلمين في لبنان أقلية بعد أن كانوا أكثرية بالإضافة إلى تمسّكهم بالوطن السوري الأكبر، ولأنهم كانوا رافضين للانتداب الفرنسي على اعتبار أنه حكم دولة أوروبية أجنبية.

## سلخ لواء الأسكندرون
كان لواء الأسكندرون المنفذ البحري التاريخي لولاية حلب، وهو مقاطعة سوريا تم ضمها إلى تركيا في 29 تشرين الثاني/نوفمبر 1939، إلا أن سوريا لم تعترف بذلك أبداً رسمياً. عام 1921 كان الأتراك يشكلون أقل من 20 في المئة من سكان اللواء، إلا أن السياسة الفرنسية المنحازة للأتراك، والتخطيط القديم لسلخ اللواء لإرضاء الحكم الأتاتوركي، رغبة بالتقليل من خسائر معاهدة سيفر أدّت إلى سياسة تتريك مقنعة خلال فترة الانتداب الفرنسي في العشرينات للواء، ومع فصل اللواء حسب قرار عصبة الأمم كان عدد سكان اللواء 220 ألف نسمة، 105 آلاف منهم من العرب، وتوزع الباقون حينها على العرق التركي (85 ألفاً) والكردي (25 ألفاً) والأرمني (5 آلاف). حالياً يسكن الإقليم حوالي مليون نسمة، ولا يوجد أي تعداد للنسبة العربية من سكانه بسبب السياسة التركية القمعية للأقليات القومية.

## وصلات خارجية
- مشروعان أردنيان لوحدة الأقطار السورية الصادران عن المؤتمر الوطني المنعقد في عمان بدعوة من الأمير عبد الله